# Slava (couraçado)
O Slava (Слава) foi um couraçado pré-dreadnought operado pela Marinha Imperial Russa e a quinta e última embarcação da Classe Borodino, depois do Borodino, Imperator Alexandr III, Oryol e Kniaz Suvorov. Sua construção começou em novembro de 1902 no Estaleiro do Báltico em São Petersburgo e foi lançado ao mar em agosto do ano seguinte, sendo comissionado na frota russa em outubro de 1905. Era armado com uma bateria principal composta por quatro canhões de 305 milímetros montados em duas torres de artilharia duplas, tinha um deslocamento normal de mais de catorze mil toneladas e conseguia alcançar uma velocidade máxima de dezessete nós (32 quilômetros por hora).
O Slava passou seus primeiros anos de serviço atuando como navio-escola, realizando cruzeiros de treinamento entre o Mar Báltico e o Mar Mediterrâneo. A Primeira Guerra Mundial começou em 1914 e o couraçado foi colocado para defender o Golfo da Finlândia. A Alemanha tentou invadir o Golfo de Riga em 1915, com o Slava sendo enviado para o local. Durante a Batalha do Golfo de Riga em agosto, a embarcação foi danificada pela artilharia inimiga, mas manteve a posição. Depois disso realizou operações de bombardeio litorâneo. Uma nova tentativa de invasão alemã ocorreu em outubro de 1917 e o Slava foi danificado e deliberadamente afundado na Batalha do Estreito de Moon.

## Características

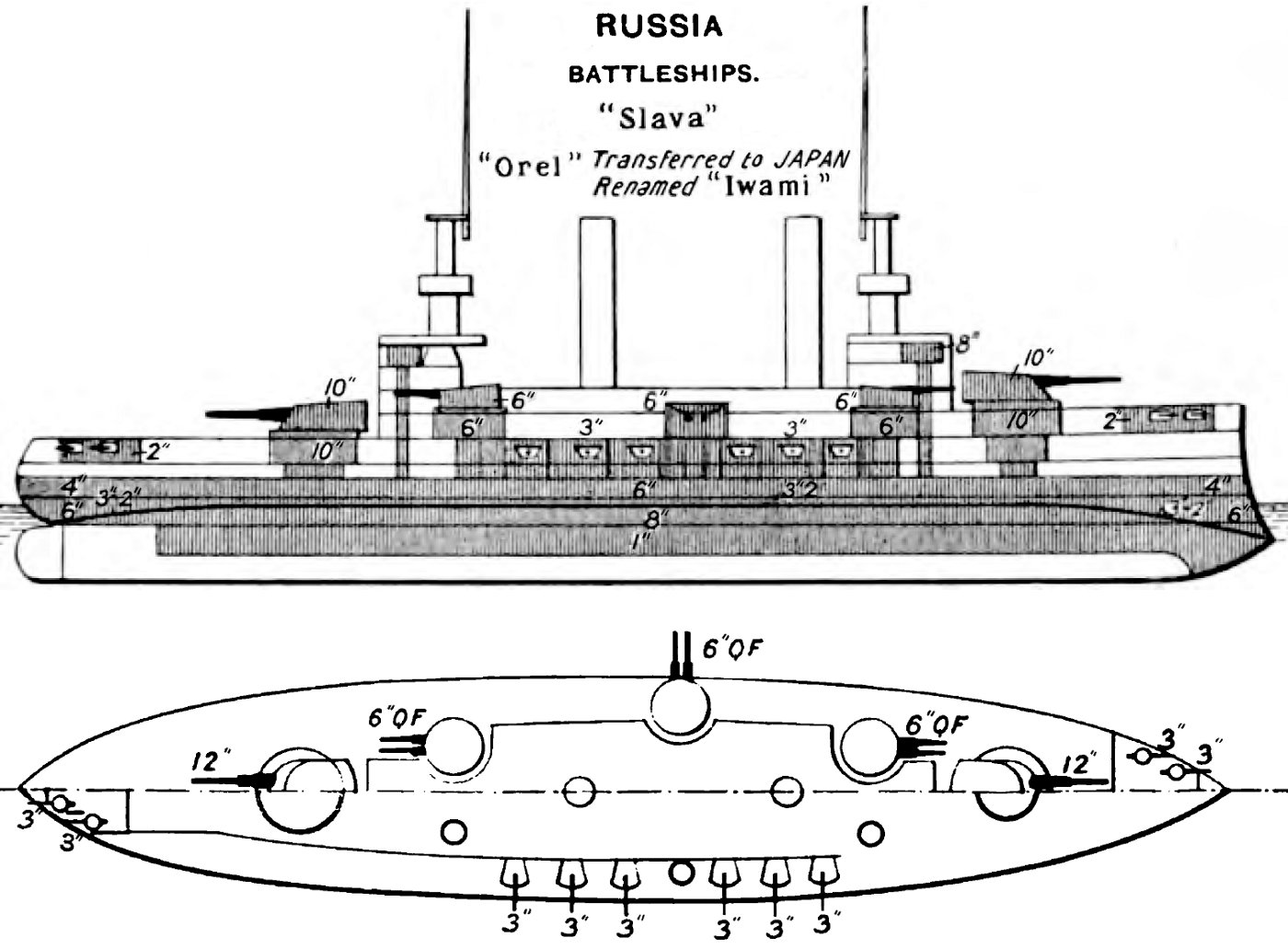
Desenho da Classe Borodino

A Classe Borodino foi baseada no projeto do predecessor Tsesarevich, que tinha sido construído na França, mas modificados para se adequarem aos equipamentos e práticas russas. Foram construídos sob o programa de construção naval de 1898 "para a necessidade do Extremo Oriente" com o objetivo de concentrar dez couraçados no Oceano Pacífico.
O Slava tinha 121,1 metros de comprimento de fora a fora, uma boca de 23,2 metros e um calado de 8,9 metros. Seu deslocamento normal era de 14 646 toneladas, aproximadamente novecentas toneladas a mais do que seu deslocamento projetado de 13 733 toneladas. Seu sistema de propulsão era composto por vinte caldeiras a carvão Belleville que alimentavam dois motores verticais de tripla-expansão, cada um girando uma hélice. Tinha uma potência indicada de dezesseis mil cavalos-vapor (11,8 mil quilowatts) para uma velocidade máxima de dezoito nós (33 quilômetros por hora), mas durante seus testes marítimos só conseguiu alcançar 17,64 nós (32,67 quilômetros por hora) a partir de 16 609 cavalos-vapor (12 213 quilowatts). Podia carregar até 1 372 toneladas de carvão, proporcionando uma autonomia de 2 590 milhas náuticas (4,8 mil quilômetros) a dez nós (dezenove quilômetros por hora).
O armamento principal tinha quatro canhões Padrão 1895 calibre 40 de 305 milímetros montados em duas torres de artilharia duplas, uma à vante e outra à ré da superestrutura. O armamento secundário tinha doze canhões Padrão 1892 montados em seis torres de artilharia duplas no convés superior. A defesa contra barcos torpedeiros era proporcionada por vinte canhões Padrão 1892 calibre 50 de 75 milímetros em casamatas nas laterais do casco e quatro canhões Hotchkiss de 47 milímetros na superestrutura. Também haviam quatro tubos de torpedo de 381 milímetros, um na proa, um na popa e um em cada lateral. O cinturão de blindagem tinha 145 a 194 milímetros de espessura. A blindagem das torres de artilharia tinha uma espessura máxima de 254 milímetros, enquanto o convés tinha entre 25 a 51 milímetros. O convés blindado inferior de 38 milímetros se curvava para baixo e formava uma antepara antitorpedo.

## História

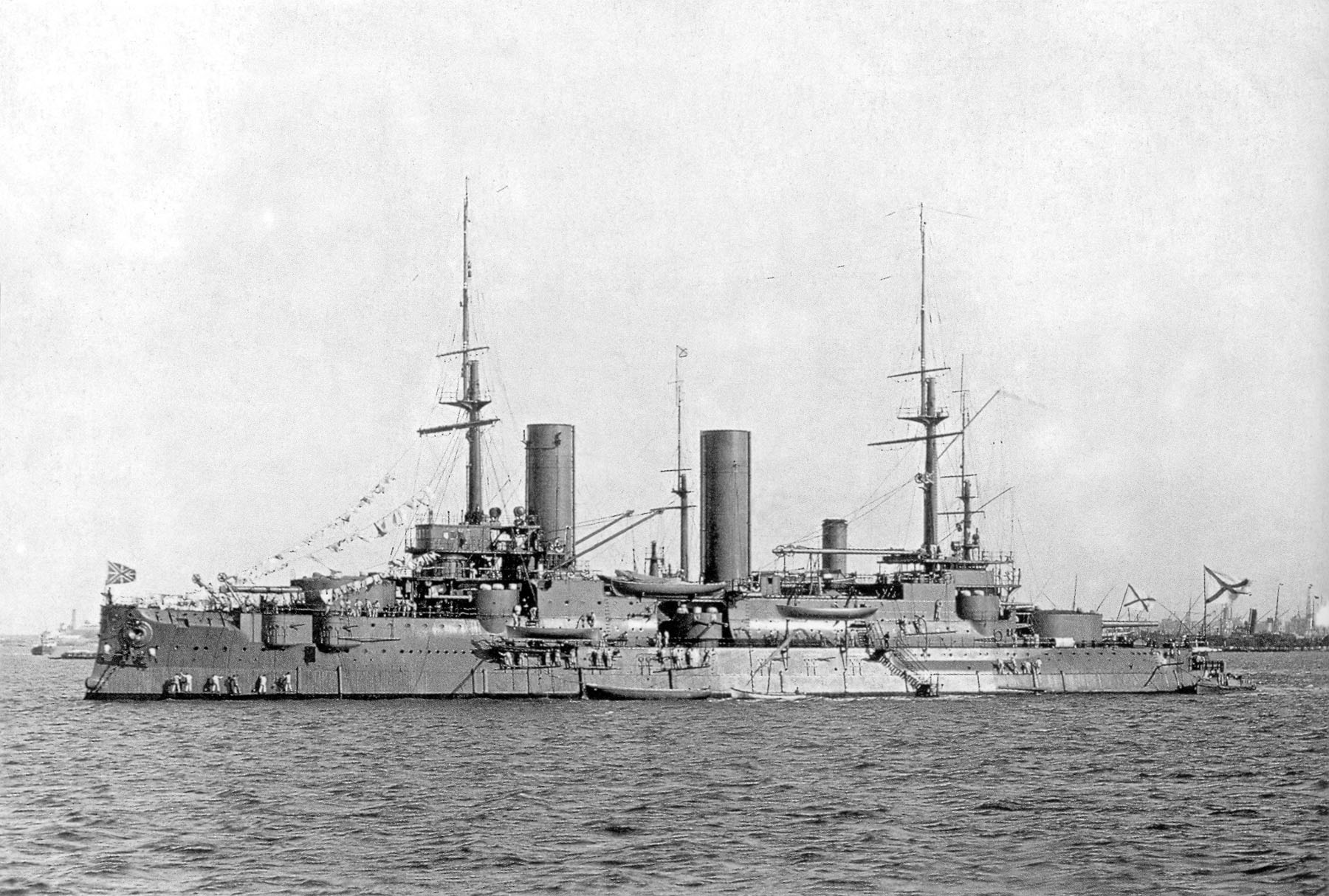
O Slava em Kronstadt c. 1910

O batimento de quilha do Slava ocorreu em 1º de novembro de 1902 no Estaleiro do Báltico em São Petersburgo e foi lançado ao mar em 29 de agosto de 1903, sendo finalizado em outubro de 1905, muito tarde para poder participar da Guerra Russo-Japonesa. Ele e o couraçado Tsesarevich foram usados em 1906 para subjugar uma revolta na Fortaleza de Sveaborg. Foi designado para a esquadra de treinamento para oficiais recém graduados da Escola Naval, que tinha sido formada depois da revolta como parte de reformas instauradas em decorrência da derrota na Batalha de Tsushima. Seus tripulantes resgataram sobreviventes do Terremoto de Messina de 1908 durante um de seus cruzeiros pelo Mar Mediterrâneo e o couraçado também transportou feridos de Nápoles para cuidados médicos. Sofreu um sério acidente em uma de suas caldeiras em agosto de 1910 e foi rebocado pelo Tsesarevich até Gibraltar a fim de passar por reparos temporários, navegando então para Toulon na França onde ficou em reparos permanentes por quase um ano. Voltou para Kronstadt e foi liberada de seus deveres como navio-escola, sendo transferido para a Frota do Báltico.
A Frota do Báltico tinha apenas os quatro pré-dreadnoughts da Segunda Brigada de Couraçados em serviço quando a Primeira Guerra Mundial começou em agosto de 1914, porém nesta altura os quatro dreadnoughts da Classe Gangut estavam quase finalizados. Estes foram colocados para defender a entrada do Golfo da Finlândia assim que entraram em serviço, assim o Slava atravessou o Estreito de Irbe em 31 de julho de 1915 com o objetivo de ajudar as forças russas defendendo o Golfo de Riga. Foi enviado especificamente para auxiliar o Exército Imperial Russo com seus canhões na defesa contra forças navais alemãs.

### Golfo de Riga
Os alemães começaram a varrer as minas navais que defendiam o Estreito de Irbe pouco mais de uma semana depois em 8 de agosto, com o Slava fazendo uma surtida junto das canhoneiras Khrabri e Groziashchii para atacar os draga-minas. Os couraçados pré-dreadnoughts alemães SMS Elsass e SMS Braunschweig tentaram afastar os russos, mas o Slava permaneceu em posição apesar de sofrer danos de estilhaços de quase acertos. Ele não abriu fogo porque seu oficial comandante não queria revelar que seus canhões estavam fora de alcance dos alemães. Estes não estavam preparados para o número de minas russas e assim recuaram para formular novos planos.
Os alemães tentaram de novo em 16 de agosto, desta vez com os dreadnoughts SMS Nassau e SMS Posen defendendo os draga-minas. O Slava inundou seus compartimentos laterais para adquirir um adernamento de três graus, o que aumentou o alcance de seus canhões para 16,5 quilômetros. Não atacou os couraçados, mas sim os draga-minas e quaisquer outros navios como o cruzador blindado SMS Prinz Adalbert que se aproximassem das embarcações russas. Os alemães voltaram no dia seguinte e acertaram o Slava com três projéteis de 283 milímetros em rápida sucessão. O primeiro penetrou o cinturão superior e explodiu em um depósito de carvão, enquanto o segundo penetrou o convés superior, acertou o tubo de suporte da torre de artilharia secundária de ré de bombordo e iniciou um incêndio em um guindaste de munição, forçando a inundação do depósito de munição. O terceiro projétil atravessou dois botes, mas explodiu na água do outro lado. Estes acertos não causaram danos sérios e o navio permaneceu em posição até receber ordens para recuar. Os alemães entraram no Golfo de Riga no dia seguinte, porém foram forçados a recuar pouco depois quando o submarino britânico HMS E1 torpedeou o cruzador de batalha SMS Moltke em 19 de agosto, além de ainda ser um risco entrar no golfo com a artilharia costeira russa no Estreito de Irbe.

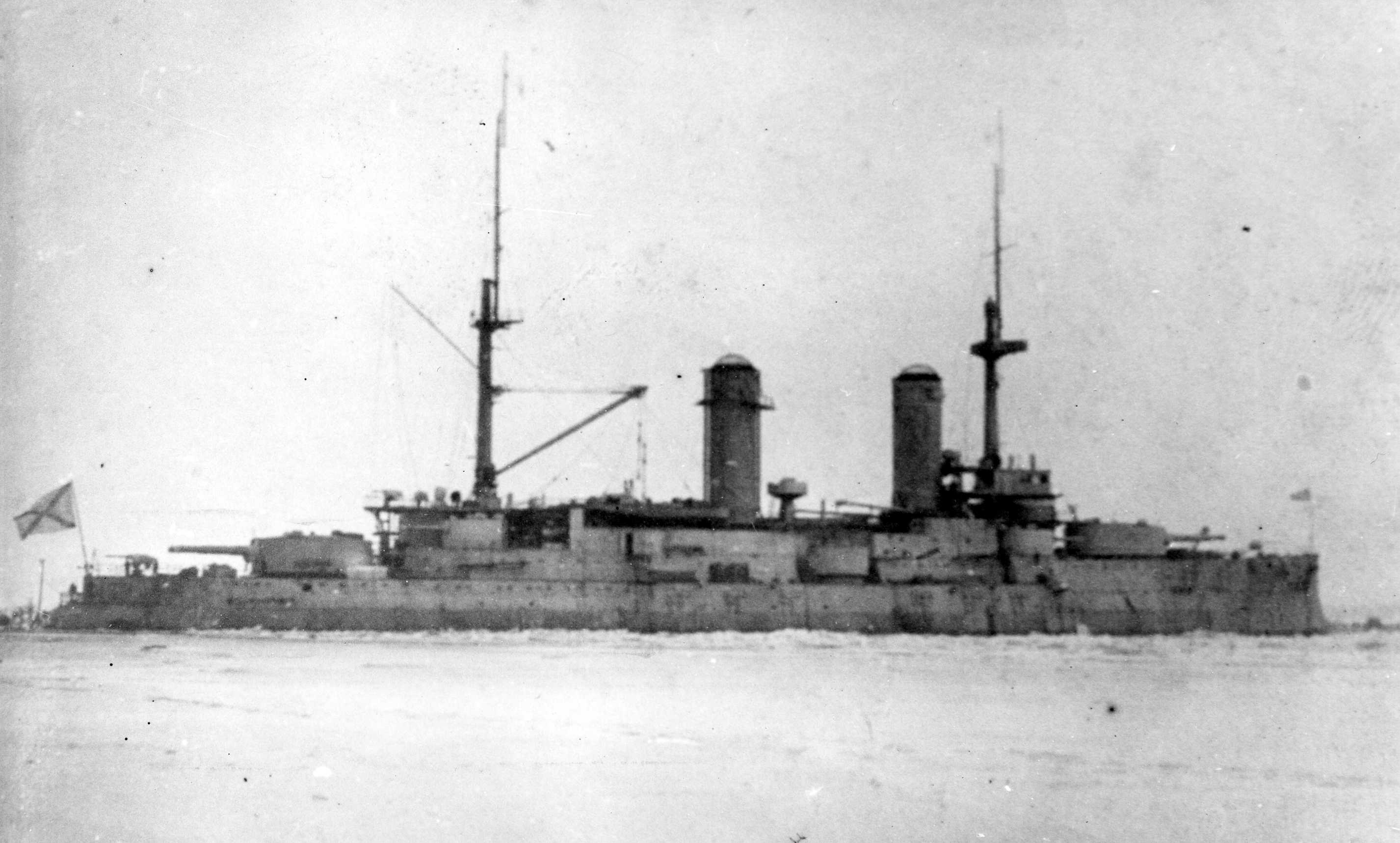
O Slava c. 1916–1917

A retirada alemã permitiu que o Slava passasse por reparos e retornasse para o suporte de artilharia. Estava bombardeando posições em Tukums em 25 de setembro de 1915 quando foi atingido na sua torre de comando, com seis tripulantes morrendo, incluindo seu oficial comandante. O historiador Stephen McLaughlin afirma que o disparo veio de uma artilharia de campo alemã, mas George M. Nekrasov cita relatos alemães que foi uma bomba jogada por um hidroavião. O navio não interrompeu seu bombardeio. Continuou até o Golfo de Riga ameaçar congelar, recuando para Kuivastu pelo inverno. Enquanto estava atracado foi atingido por três bombas em 12 de abril de 1916, matando sete tripulantes mas causando poucos danos. Retomou seus bombardeios em 2 de julho, porém foi atingido por um projétil de 203 milímetros no cinturão que não causou danos. Repetiu essas missões várias vezes entre julho e agosto. Os alemães tentaram afundar o Slava com uma emboscada coordenada envolvendo o submarino SM UB-31 e torpedeiros em resposta a um falso ataque de cruzadores, porém todos os torpedos erraram. Foi o primeiro ataque de torpedeiros contra um couraçado em movimento.

### Estreito de Moon
O Slava nada fez em outubro de 1917 durante os estágios iniciais dos desembarques alemães em Ösel, ficando na entrada do Golfo de Riga para defender a passagem entre Ösel e Dagö. Ele disparou intermitentemente contra barcos torpedeiros enquanto enfrentavam forças russas em 15 e 16 de outubro, mas não acertou alvo algum a partir de sua posição próximo de Schildau, no Estreito de Moon. Os alemães tentaram na manhã do dia 17 varrer as minas russas colocadas na entrada sul do estreito. O Slava, o pré-dreadnought Grazhdanin e o cruzador blindado Bayan receberam ordens para enfrentá-los, abrindo fogo contra os draga-minas às 8h05min. Os dreadnoughts SMS König e SMS Kronprinz foram enviados para dar cobertura aos draga-minas, com o Slava mais ao sul abrindo fogo contra eles às 8h12min quase em distância máxima. As torres de artilharia do Grazhdanin não tinham sido modificadas para terem um alcance maior, assim ele permaneceu atrás do Bayan e continuou a atacar os draga-minas. Os alemães atiraram de volta a uma distância de 20,4 quilômetros, mas seus projéteis erraram. O Slava continuou a disparar, mas não acertou os alvos, porém alguns projéteis caíram a apenas cinquenta metros do König. Os navios alemães estava em séria desvantagem, pois navegavam em um canal estreito e não podiam manobrar, assim recuaram além do alcance russo.

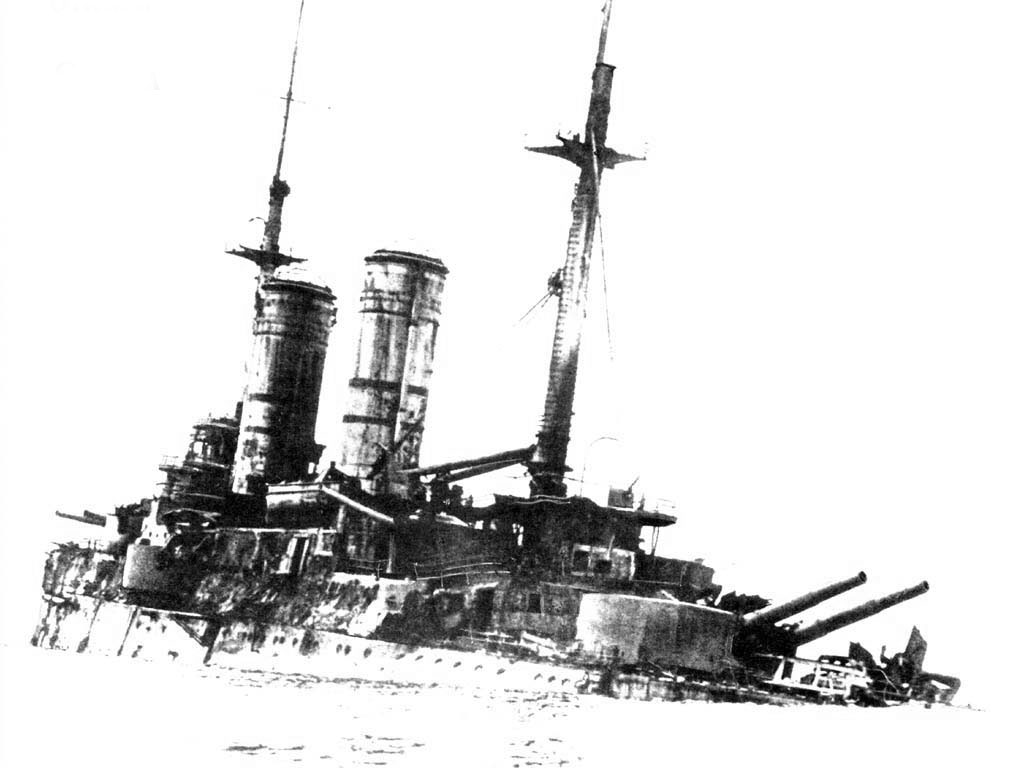
O Slava afundando após a Batalha do Estreito de Moon

Os draga-minas fizeram bom progresso, mesmo com pequenos danos causados pelos vários quase acertos do Slava, Grazhdanin, Bayan e das baterias costeiras. A primeira torre de artilharia principal do Slava ficou inoperante quando uma cremalheira entortou, impedindo que a engrenagem se movesse. Apenas onze disparos tinham ocorrido antes do problema. Os navios russos foram para o norte para que suas tripulações pudessem almoçar, retornando às 10h04min para atacar os draga-minas novamente a uma distância de aproximadamente onze quilômetros. Os draga-minas tinham conseguido abrir um canal enquanto os russos estavam comendo e os dreadnoughts alemães aproveitaram a oportunidade. O König disparou contra o Slava às 10h14min, acertando-o com três projéteis em sua terceira salva. O primeiro acertou a proa três metros abaixo da linha de flutuação, detonando na sala do dínamo da proa, inundando este compartimento, o depósito de munição de 305 milímetros de vante e outras salas. O segundo acertou um cabrestante. Por volta de 1 130 toneladas de água entraram no navio, criando um adernamento de oito graus, depois reduzido para quatro graus com contra-inundações. Isto também aumentou o calado para aproximadamente dez metros. O terceiro projétil acertou a blindagem de bombordo próximo da sala de máquinas, mas não detonou. Outros dois projéteis acertaram a superestrutura perto da primeira chaminé às 10h24min. Danificaram um depósito de munição de 152 milímetros e uma sala de caldeiras, iniciando um incêndio que foi apagado em quinze minutos. Entretanto, o depósito foi inundado por precaução. Mais dois projéteis acertaram às 10h39min, matando três tripulantes na sala de caldeiras e inundando um depósito de carvão. O Slava e o Grazhdanin recuaram para o norte, com o Bayan ficando para trás a fim de atrair os disparos inimigos para longo dos couraçados.
O calado do Slava tinha aumentado tanto que impossibilitou que ele passasse pelo canal dragado entre as ilhas de Dagö e Worms, assim recebeu ordens de esperar que outras embarcações atravessassem o canal e em seguida se afundasse na entrada. Entretanto, o Comitê de Marinheiros organizado a bordo depois da Revolução Russa tinha ordenado que a sala de máquinas fosse abandonada por medo de um naufrágio, assim o navio foi encalhado em um banco de areia ao sudeste do canal porque não havia ninguém para obedecer a ordem de parar. Vários contratorpedeiros evacuaram a tripulação e o depósito de munição de 305 milímetros de ré foi explodido às 11h58min. Isto não foi considerado suficiente e três contratorpedeiros receberam ordens de torpedear o Slava. Apenas um dos seis torpedos lançados funcionou e o couraçado afundou na água rasa com um buraco a estibordo perto das chaminés. Foi removido do registro naval em 29 de maio de 1918, com seus destroços sendo desmontados em 1935.